# Аарон, Ли
Ли Аарон (англ. Lee Aaron, наст. имя Кэрен Линн Грининг (Karen Greening), род. 21 июля 1962, Белвилл, Онтарио) — канадская джаз- и рок-певица. В 1980-х и начале 1990-х выпустила ряд известных песен, таких как «Metal Queen», «Whatcha Do to My Body», и «Sex with Love». 
За свою музыкальную карьеру получила разные премии и награды: «Juno Award», «CMPA Songwriters Award», «Toronto Music Award», «Ampex Golden Reel Award» и другие.

## Музыкальная карьера
Свою вокальную деятельность Кэрен Линн Грининг начала в хоре, исполняя джазовые номера и бродвейские стандарты. Тогда ещё никто не знал, что хрупкая скромная девушка в недалёком будущем превратится во всемирно известную рок-диву. В шестнадцать лет Кэрен засветилась в телевизионном мюзикле и вскоре после этого получила предложение поучаствовать в рок-группе "Lee Aaron".  Поначалу ей доверили клавишные и бэк-вокал, но после окончания школы она взялась за дело всерьёз и уже через год заняла в команде позицию лидера. Кэрен Грининг переименовала себя в Ли Аарон, а затем, избавившись от неудачливых партнёров, набрала новый сопровождающий состав и начала сольную карьеру. Дебютный альбом, "The Lee Aaron project", выпущенный лейблом "Freedom Records" в 1982 особого впечатления на публику не произвёл, хотя в сессиях участвовали музыканты из "Moxy" и "Triumph", а  Ли в снялась в обнажённом виде  для журнала "OUI", канадский аналог журнала "Playboy". Факт снятия обнажённой значительно подпортил ей биографию, поскольку ей довольно долго пришлось доказывать, что она ещё умеет и петь. 
Гораздо успешней была вторая попытка Аарон, "Metal Queen", вышедшая на "Attic records". Эта работа, навеянная творчеством Эдгара Берроуза, стала началом долгого и плодотворного сотрудничества Ли с экс-гитаристом "Wrabit" Джоном Олбани. Альбом принёс фирме неплохой доход, поэтому в том же году деятели с "Attic" решили переиздать дебютник Аарон под простеньким названием "Lee Aaron". Далее состоялось канадско-американское турне, свёрнутое из-за недостаточного финансирования. Аарон вернулась домой, разорвала менеджерский контракт и распустила всю группу за исключением Олбани. А лейбл уже требовал нового альбома, поэтому Ли и Джону пришлось отправиться в студию, где их ожидал продюсер Боб Эзрин. На диске 1985 года «Call Of The Wild» она уже предстаёт зрелой певицей, автором собственных песен, активно эксплуатирующей свой сексуальный образ.
"Call of the wild" имел большой успех, особенно в Европе. Гастроли в поддержку диска сначала проходили на разогреве у "Bon Jovi", "Krokus" и "Uriah Heep", но популярность Ли Аарон подскочила очень быстро и вскоре она уже могла выступать в роли хедлайнера. В 1987-м Ли заключила контракт с "10 Records", но успела выпустить на нём всего один альбом, после чего лейбл обанкротился. Сам "Lee Aaron" был каким-то мягковатым, приглаженным, и поэтому особым спросом не пользовался.
Аарон реабилитировала себя в 1989-м, выдав по-настоящему тяжёлый альбом, "Bodyrock". Следующая работа тоже была неплохой, однако на фоне наступления гранжа было тяжело ожидать от неё коммерческого успеха. У Аарон по контракту оставался ещё один альбом, но ей удалось уговорить "Attic" удовлетвориться сборником "бестов" и она рассталась с этим лейблом. В 1994-м, сменив имидж и музыкальные пристрастия, своими силами выпустила диск "Emotion rain", после чего рассталась с Джоном Олбани.
Спустя два года певица скооперировалась с бывшими членами ванкуверской группы "Sons of freedom" в "одноразовом" проекте "2 Preciious". Ещё через год в карьере Аарон наступили большие перемены. Забросив тяжёлую музыку, Ли обратилась к джазовому и блюзовому материалу, с которым выступала в небольших клубах. Фаны были чрезмерно удивлены таким поведением своей любимицы, но Аарон твёрдо встала на избранный путь и в начале третьего тысячелетия выпустила пару альбомов в стиле джаз-поп.
Замужем, имеет двух детей.

## Дискография
- The Lee Aaron Project (1982, лейбл — Freedom).
- Metal Queen (1984, лейбл — Attic Records[англ.]).
- Call of the Wild (1985, лейбл — Attic Records).
- Lee Aaron (1987, лейбл — Attic Records).
- Bodyrock (1989, лейбл — Attic Records).
- Some Girls Do (1991, лейбл — Attic Records).
- Powerline — The Best Of Lee Aaron (1992, лейбл — Attic Records).
- Emotional Rain (1994, лейбл — Hip Chic).
- 2preciious (1996, лейбл — Spastic Plastic).
- Slick Chick (2000, лейбл — Barking Dog).
- Beautiful Things (2004, лейбл — Faithful Productions).
- Fire and Gasoline (2016, лейбл — Big Sister Records).
- Diamond Baby Blues (2018, лейбл — Metalville Records).
- Elevate (2022, лейбл — Metalville Records).